# Ngô Giang
Ngô Giang (giản thể: 吳江市; phồn thể: 吳江區; bính âm: Wújiāng Qū, bính âm tiếng Ngô (tiếng Tô Châu): Wukaon Chiu) là một quận thuộc địa cấp thị Tô Châu, tỉnh Giang Tô, Trung Quốc. Quận này có diện tích 1.176,68 ki-lô-mét vuông, dân số năm 2017 là 1.626.000 người. Năm 2020 dân số của quận là 1.545.023 người, mật độ dân số đạt 1.084 người/km². Có 1.161.152 người sống trong vùng nội thành. Mã số bưu chính là 215200. Chính quyền quận đóng ở trấn Tùng Lăng (Thái Hồ Tân Thành, thành phố mới của Thái Hồ).

## Phân chia hành chính
Quận Ngô Giang được chia thành 7 trấn và 2 đơn vị hành chính đặc biệt:
- Trấn: Thái Hồ Tân Thành (太湖新城), Bình Vọng (平望), Thịnh Trạch (盛澤), Thất Đô (七都), Trấn Trạch (震澤), Đào Nguyên (桃源), Lê Lý (黎里).
- Đơn vị: khu khai phát kỹ thuật kinh tế Ngô Giang (吳江經濟技術開發區), thị trường lụa Đông Phương (東方絲綢市場).